# 37859 Bobkoff
37859 Bobkoff este un asteroid din centura principală de asteroizi.

## Descriere
37859 Bobkoff este un asteroid din centura principală de asteroizi. A fost descoperit pe 23 martie 1998 la Observatorul din Ondřejov de Petr Pravec. Asteroidul prezintă o orbită caracterizată de o semiaxă mare de 2,65 ua, o excentricitate de 0,11 și o înclinație de 4,7° în raport cu ecliptica.